# Хаупрехт фон Еберщайн
Хаупрехт фон Еберщайн (на немски: Hauprecht Graf zu Eberstein; * 30 ноември 1543; † 18 февруари 1587) от швабския благороднически род Еберщайни е граф на Ной-Еберщайнпри Гернсбах в Баден-Вюртемберг.
Той е големият син на граф Йохан Якоб I фон Еберщайн (1517 – 1574) и първата му съпруга Барбара фон Даун-Оберщайн († 14 февруари 1547), вдовица на Симон VIII Векер (1505 – 1540), граф на Цвайбрюкен-Бич и господар на Лихтенберг, дъщеря на Ханеман фон Даун, господар на Оберщайн, Риксинген и Форбах († 1530) и графиня Кунигунда фон Цвайбрюкен-Бич-Оксенщайн († сл. 1515). Внук е на граф Бернхард III фон Еберщайн в Ной-Еберщайн (1459 – 1526) и графиня Кунигунда фон Валдбург-Зоненберг (1482 – 1538). Баща му Йохан Якоб I се жени втори път 1557 г. за графиня Катарина Аполония фон Лайнинген-Харденбург († сл. 1585).
Брат е на граф Ханс Бернхард (1545 – 1574), женен на 31 декември 1567 г. в Касел за ландграфиня Маргарета фон Диц (1544 – 1608), който има два сина и дъщеря.
Хаупрехт става граф на Ной-Еберщайн, а брат му Ханс Бернхард получава Ной-Еберщайн и Фрауенберг.
Хаупрехт фон Еберщайн през 1577 г., по заповед на император Рудолф II, е номиниран за куратор/опекун на душевно болния граф Филип II фон Еберщайн (1523 – 1589). Той не може да поеме тази служба, заради войната в Нидерландия, понеже е нужен там като испански полковник.

## Фамилия
Хаупрехт фон Еберщайн се жени през 1576 г. за Доротея фон Кьонигсег-Ротенфелс († сл. 1613), дъщеря на фрайхер Йохан Якоб фон Кьонигсег († 1567) и графиня Елизабет фон Монфор-Ротенфелс-Петербург († сл. 1556), дъщеря на граф Хуго XVI (XIV) фон Монфор-Ротенфелс-Васербург († 1564). Те нямат деца.